# Kaamatan-Disput
Der Kaamatan-Disput oder Kaamatan-Konflikt bezeichnet einen Machtkampf zwischen islamischen und traditionellen ethnischen Kräften im malaysischen Bundesstaat Sabah. Die malaysischen Regierung versuchte dabei, das traditionelle Kaamatan-Fest der Kadazan-Dusun als Platform für ihre Islamisierungsbestrebungen zu nutzen. Durch den Widerstand des Ministers  Joseph Pairin Kitingan provoziert, drängte seine Partei ihn zur Aufgabe seines Ministerpostens.

## Hintergrund
Kaamatan war seit den 1960er Jahren ein wichtiges zeremonielles Ereignis im kulturellen Leben der Kadazandusun geworden. In den adat, den traditionellen Gebräuchen der Kadazandusun, ist Kaamatan eine lebendige Form des Erntedanks. Eine wesentliche Rolle spielen dabei die bobohizan, eine Gruppe von Priesterinnen, die den Geistern des Reises für eine gute Ernte Opfer darbringen.

## Verlauf des Konflikts
1982 hob der Yang di-Pertuan Agong in seiner Rede zum Kaamatan die Bedeutung der Islamisierung in Sabah hervor und betonte, dass es die Aufgabe der Regierung sei, die spirituelle Weiterentwicklung in Sabah fördern. In Keningau wohnte das Königspaar einer Massenkonversion vom 326 Erwachsenen und 112 Kindern aus Nabawan und Tenom zum Islam bei.
Danach setzte der König mit seiner Entourage seine "spirituelle Mission" auf weiteren Kaamatan-Festen in Kundasang, Sandakan und Labuan fort. Auch hier standen wiederum islamische Massenkonversionen im Vordergrund.
Die Anwesenheit der Herrscherfamilie beim wichtigsten Fest der Kadazan-Dusun und vor allem die Instrumentalisierung des Ereignisses für einen Eingriff in das religiöse Leben der Menschen, kam unter den Kadazan-Dusun nicht gut an. Die Wahrnehmung der Öffentlichkeit in Sabah sah die Rolle der bobohizan durch das Verhalten des Königs beschädigt.
Joseph Pairin Kitingan, zu diesem Zeitpunkt sowohl Präsident der Kulturgemeinschaft der Kadazan (KCA) als auch Minister in der Berjaya-Regierung, sah sich daraufhin veranlasst, ein weiteres Kaamatan in Tambunan abzuhalten.
Zum Festival in Tambunan kamen mehr als 10.000 Besuchern; teilweise aus weit entfernten Städten wie Sandakan, Tawau und Lahad Datu. Die Veranstaltung hob bewusst die herausragende Rolle der bobohizan innerhalb des kaamatan hervor.
Pairin Kitingan wurde daraufhin öffentlich beschuldigt, den Köng zu verunglimpfen und Berjaya stellte das Sponsoring der Veranstaltungen ein.

## Politische Konsequenzen
Obwohl der kurz darauf erfolgte Rücktritt Kitingans als Berjaya-Minister offensichtlich auf Drängen der Partei geschah, ließ der damalige Ministerpräsident von Sabah, Harris Salleh, verlautbaren, dass es der Wunsch und Wille der Parteiführung gewesen sei, den Weg für politische Nachwuchskräfte freizumachen.
Der Kaamatan-Disput stellte den Bruch zwischen der Regierung und der Kulturgemeinschaft der Kadazan dar.